# イスラム教社会主義
イスラム教社会主義（イスラムきょうしゃかいしゅぎ）は、社会主義のより心霊主義的な形を求める要求に応ずる為に、様々なムスリムのリーダーによって造り出されている用語。
一部の保守的なイスラム教学者は社会主義者が無神論者であると断言して、私有財産の没収などといった社会主義のプログラムが圧制的、かつイスラム教の教えに反していると断言している。一方でイスラム教社会主義者は、ムハンマドの教えが平等の原則と富の再分配と互換性を持ち、また宗教的共同体であるウンマを基礎とする社会主義は可能と主張している。

## 歴史
最初の実験的なイスラム教コミューンは、1917年のロシア革命の間に設立され、en:The Muslim Socialist Committee of Kazanやen:Wäisi movementといった赤軍やボリシェヴィキと関係のある運動が起きる。
イスラム教社会主義の伝統の顕著なスタイルのうちの1つは、パキスタン人民党のリーダーであるズルフィカール・アリー・ブットーだった。イスラム教学者が彼と彼のシステムが無神論的であると断言したあと、彼はイスラム教社会主義を進めた。
パキスタンの文学者であるen:Faiz Ahmed Faizやイラン革命に大きな影響を与えたen:Ali Shariatiも代表格とされる。
1969年にクーデターによってリビアの元首となったムアンマル・アル＝カッザーフィーによる支配的なイデオロギーを、“イスラム社会主義”と呼ぶ様になったのが、語源という説がある。